# Kapelle-op-den-Bos
Kapelle-op-den-Bos (pronuncia olandese: [kɑˌpɛlə ɔb dɛm bɔs]) è un comune situato nella provincia belga del Brabante fiammingo.
Il comune comprende le città di Kapelle-op-den-Bos, Nieuwenrode e Ramsdonk. Al 1º gennaio 2021, Kapelle-op-den-Bos conta una popolazione totale di 9 524 abitanti e occupa un'area di 15,25 km², con una densità di 626,6 abitanti per km².
Situata all'incrocio tra il canale marittimo Bruxelles-Schelda e la linea ferroviaria Schellebelle-Leuven, la città è sede del gruppo di aziende Etex Group NV, specializzate nella produzione di tubazioni, coperture, gyprock e cemento. Numerose altre società industriali hanno sede a Kapelle-op-den-Bos.
Il General Secondary College di Sint-Theresia (STK) ha un ampio bacino d'utenza che si estende oltre i confini comunali.
La città fu bersaglio di pesanti bombardamenti durante la prima guerra mondiale a causa della sua vicinanza alle rotte di trasporto. Tra i molti edifici distrutti c'era la chiesa parrocchiale di San Nicola, che fu in seguito ricostruita con un gusto moderno; la navata conservò le sue finestre ad arco originali, ma il campanile ora appare come una corona.
Kapelle-op-den-Bos è fortemente inquinata dall'amianto, a tal punto che diversi abitanti del villaggio sono morti a causa di ciò. I problemi di salute causati dall'inquinamento da amianto continuano a rappresentare un grave problema per l'intera area.